# خورخه سامپائولی
خورخه لوییس سامپائولی مویا (اسپانیایی: Jorge Luis Sampaoli Moya‎؛ زادهٔ ۱۳ مارس ۱۹۶۰) سرمربی فوتبال اهل آرژانتین است.
سامپائولی پیش از اینکه هدایت تیم ملی فوتبال شیلی را بر عهده بگیرد، در دو سالی که سرمربی اونیورسیداد شیلی بود، این تیم را به سه قهرمانی لیگ و یک قهرمانی در رقابت‌های سودآمه‌ریکا رساند.
خورخه سامپائولی تیم ملی فوتبال شیلی را برای اولین بار در تاریخ، قهرمان جام ملت‌های آمریکای جنوبی کرد. سامپائولی سال ۲۰۱۶ جانشین اونای امری سرمربی تیم سویا شد. وی در سال ۲۰۱۷ به عنوان سرمربی تیم ملی فوتبال آرژانتین انتخاب شد. بعد از اتمام جام جهانی ۲۰۱۸ در روسیه، از سرمربی گری تیم ملی فوتبال آرژانتین برکنار شد.